# Sérvia nos Jogos Olímpicos de Verão de 2012
A Sérvia competiu nos Jogos Olímpicos de Verão de 2012, que aconteceram na cidade de Londres, no Reino Unido, de 27 de julho até 12 de agosto de 2012.

## Medalhas
| Atleta         | Esporte | Evento                       | Medalha |
| -------------- | ------- | ---------------------------- | ------- |
| Andrija Zlatić | Tiro    | Pistola de ar 10 m masculino | Bronze  |

## Desempenho

### Atletismo
Masculino
| Atleta         | Evento          | Preliminar | Preliminar | Quartas-de-final | Quartas-de-final | Semifinal | Semifinal | Final       | Final       |
| Atleta         | Evento          | Marca      | Posição    | Marca            | Posição          | Marca     | Posição   | Marca       | Posição     |
| -------------- | --------------- | ---------- | ---------- | ---------------- | ---------------- | --------- | --------- | ----------- | ----------- |
| Dragutin Topic | Salto em altura | NM         | NM         |                  |                  |           |           | Não avançou | Não avançou |

### Natação
Feminino
| Atletas               | Evento      | Eliminatórias | Eliminatórias | Semifinal   | Semifinal   | Final       | Final       |
| Atletas               | Evento      | Tempo         | Posição       | Tempo       | Posição     | Tempo       | Posição     |
| --------------------- | ----------- | ------------- | ------------- | ----------- | ----------- | ----------- | ----------- |
| Miroslava Najdanovski | 100 m livre | 57s45         | 35º           | Não avançou | Não avançou | Não avançou | Não avançou |
| Nada Higl             | 200 m peito | 2min28s38     | 25º           | Não avançou | Não avançou | Não avançou | Não avançou |

### Polo aquático
A Sérvia conquistou uma vaga na competição masculina do polo aquático:
- Competição masculina - 1 equipe de 21 jogadores

### Remo
Masculino
| Equipe                                              | Evento     | Eliminatórias | Eliminatórias | Repescagem | Repescagem | Quartas | Quartas | Semifinal | Semifinal | Final | Final                |
| Equipe                                              | Evento     | Tempo         | Posição       | Tempo      | Posição    | Tempo   | Posição | Tempo     | Posição   | Tempo | Posição (Pos. final) |
| --------------------------------------------------- | ---------- | ------------- | ------------- | ---------- | ---------- | ------- | ------- | --------- | --------- | ----- | -------------------- |
| Nenad Beđik Nikola Stojić                           | Dois sem   | 6m23s87       | 4º R          | 6m26s61    | 2º S       |         |         | 7m07s78   | 6º FB     | DNS   | 6º (12º)             |
| Radoje Đerić Goran Jagar Miloš Vasić Miljan Vuković | Quatro sem | 5m53s35       | 5º R          | 6m01s97    | 1º S       | 6m07s41 | 6º FB   | 6m11s94   | 4º (10º)  |       |                      |

### Tênis
Masculino
| Atleta        | Evento  | Fase de 64             | Fase de 32             | Fase de 16             | Quartas                | Semifinais             | Final                  | Final   |
| Atleta        | Evento  | Adversário e resultado | Adversário e resultado | Adversário e resultado | Adversário e resultado | Adversário e resultado | Adversário e resultado | Posição |
| ------------- | ------- | ---------------------- | ---------------------- | ---------------------- | ---------------------- | ---------------------- | ---------------------- | ------- |
| Novak Đoković | Simples |                        |                        |                        |                        |                        |                        |         |

### Tiro
Masculino
| Atleta              | Evento                | Qualificação | Qualificação | Final       | Final       | Posição           |
| Atleta              | Evento                | Placar       | Posição      | Placar      | Total       | Posição           |
| ------------------- | --------------------- | ------------ | ------------ | ----------- | ----------- | ----------------- |
| Damir Mikec         | Pistola de ar de 10 m | 578          | 17º          | Não avançou | Não avançou | 17º               |
| Andrija Zlatić      | Pistola de ar de 10 m | 585          | 3º           | 100.2       | 685.2       | Medalha de bronze |
| Damir Mikec         | Pistola livre 50 m    | 558          | 16º          | Não avançou | Não avançou | 16º               |
| Andrija Zlatić      | Pistola livre 50 m    | 564          | 3º           | 91.9        | 655.9       | 6°                |
| Nemanja Mirosavljev | Carabina de ar 10 m   | 591          | 30º          | Não avançou | Não avançou | 30º               |
| Nemanja Mirosavljev | Carabina deitado 50 m |              |              |             |             |                   |